# Badminton bei der Makkabiade 1985
Bei der Makkabiade 1985 wurden sechs Badmintonwettbewerbe ausgetragen. Sie fanden im Juli 1985 in Tel Aviv statt.

## Sieger und Finalisten
| Disziplin    | Gold                                                                | Silber                                                                                    |
| ------------ | ------------------------------------------------------------------- | ----------------------------------------------------------------------------------------- |
| Herreneinzel | Kim Levin                                                           | David Levin                                                                               |
| Dameneinzel  | Liz Aronsohn                                                        | Anne Méniane                                                                              |
| Herrendoppel | David Spurling Stuart Spurling                                      | Danny Rubin Paul Rubin                                                                    |
| Damendoppel  | Debbie Freeman Sarah Shulton                                        | Regina Rubin Liz Aronsohn                                                                 |
| Mixed        | Dennis Metz Regina Rubin                                            | David Spurling Sarah Shulton                                                              |
| Mannschaft   | England David Spurling Stuart Spurling Debbie Freeman Sarah Shulton | Vereinigte Staaten Danny Rubin Paul Rubin Regina Rubin David Levin Dennis Metz Alex Berks |